# Mitsubishi Lancer Evolution
Pour les articles homonymes, voir Evo (homonymie).
La Lancer Evolution, familièrement connue sous le nom d'Evo ou Lancer Evo, est une berline sportive du constructeur automobile japonais Mitsubishi apparue en 1992. Dérivée de la berline compacte Lancer, elle avait pour mission de défendre les couleurs de Mitsubishi en championnat du monde des rallyes, en remplacement de la Mitsubishi Galant VR-4. Pour certains marchés des Lancer Evolution ont été rebaptisées Carisma GT par Mitsubishi.
Elle est équipée d'un moteur 4-cylindres en ligne de 2 litres turbocompressé, issu de la Galant VR-4, avec refroidisseur d'air de suralimentation et d'une transmission intégrale. Le prix de certains modèles dépasse la barre des 50 000 euros. Cette voiture est remplacée en championnat du monde des rallyes par la Mitsubishi Lancer WRC à partir de la mi-saison 2001.
Mitsubishi a annoncé en 2014 la future disparition de la Lancer Evolution de son catalogue car la dixième génération s'est trop mal vendue, et il n'y aura pas de remplaçante. Cependant, une dernière version de la Lancer Evolution X, la Finale Edition, sera produite.

## Championnat du monde des rallyes
Des versions Groupe A et Groupe N ont été extrapolées de la Lancer Evolution dès 1993. Au total, les versions Groupe A ont remporté une vingtaine de victoires en WRC. Grâce au Finlandais Tommi Mäkinen, Mitsubishi a gagné quatre fois le titre du championnat des pilotes pour la période de 1996-1999, et avec l'aide de son coéquipier Richard Burns, le titre du championnat des constructeurs pour la première fois en 1998. La Lancer Evolution Groupe A a couru jusqu'à la mi-saison 2001, après quoi elle fut remplacée par la Lancer WRC, répondant à la règlementation World Rally Car. Cette dernière ne connaîtra cependant pas le même succès que l'Evo. Parallèlement, Mitsubishi a remporté de nombreuses victoires de classe en Groupe N, et plusieurs titres en P-WRC. Les Lancer Evolution Groupe N continueront pendant plusieurs années à s'illustrer dans ce championnat, ainsi que dans de nombreux championnats nationaux.

### L'évolution chronologique en WRC
| Saison      | Titre                                                                                     | Voiture                              |
| ----------- | ----------------------------------------------------------------------------------------- | ------------------------------------ |

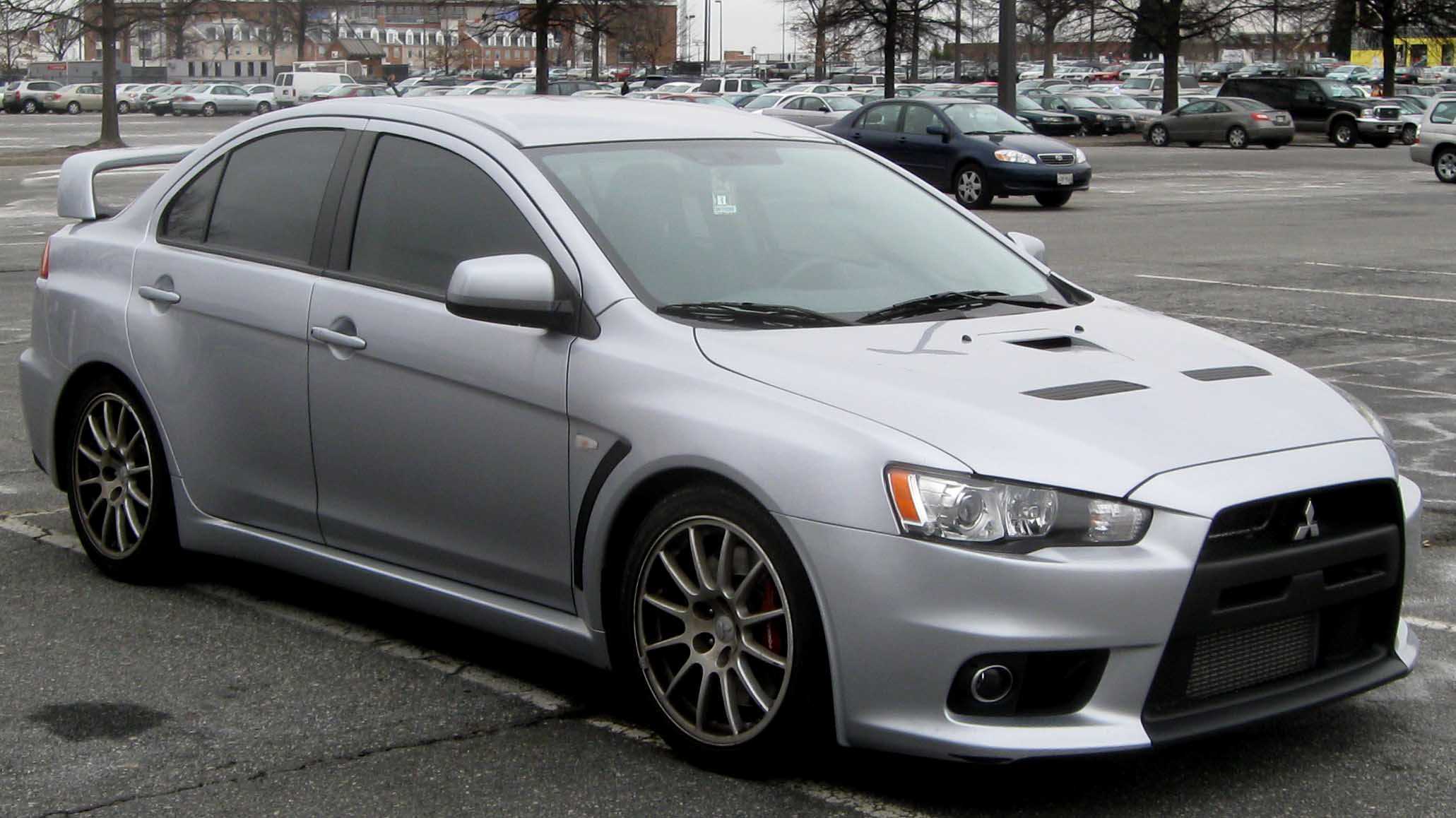
Mitsubishi Lancer Evolution.

| 1995        | Rui Madeira (Pt) Champion du monde des rallyes P-WRC                                      | Mitsubishi Lancer Evolution II       |
| 1996        | Tommi Mäkinen Champion du monde des rallyes pilotes                                       | Mitsubishi Lancer Evolution III      |
| 1996 à 1999 | Gustavo Trelles (Ur) quadruple Champion du monde des rallyes P-WRC                        | Mitsubishi Lancer Evolution III à VI |
| 1997        | Tommi Mäkinen Champion du monde des rallyes pilotes                                       | Mitsubishi Lancer Evolution IV       |
| 1998        | Mitsubishi Champion du monde des rallyes constructeurs (avec T. Mäkinen et Richard Burns) | Mitsubishi Lancer Evolution IV / V   |
| 1998        | Tommi Mäkinen Champion du monde des rallyes pilotes                                       | Mitsubishi Lancer Evolution IV / V   |
| 1999        | Tommi Mäkinen Champion du monde des rallyes pilotes                                       | Mitsubishi Lancer Evolution V / VI   |
| 2000        | Manfred Stohl (Au) Champion du monde des rallyes P-WRC                                    | Mitsubishi Lancer Evolution VI       |
| 2001        | Gabriel Pozzo (Ar) Champion du monde des rallyes P-WRC                                    | Mitsubishi Lancer Evolution VI       |
| 2002        | Karamjit Singh (Ml) Champion du monde des rallyes P-WRC                                   | Proton Pert (issue de l'Evo VI)      |

### Palmarès

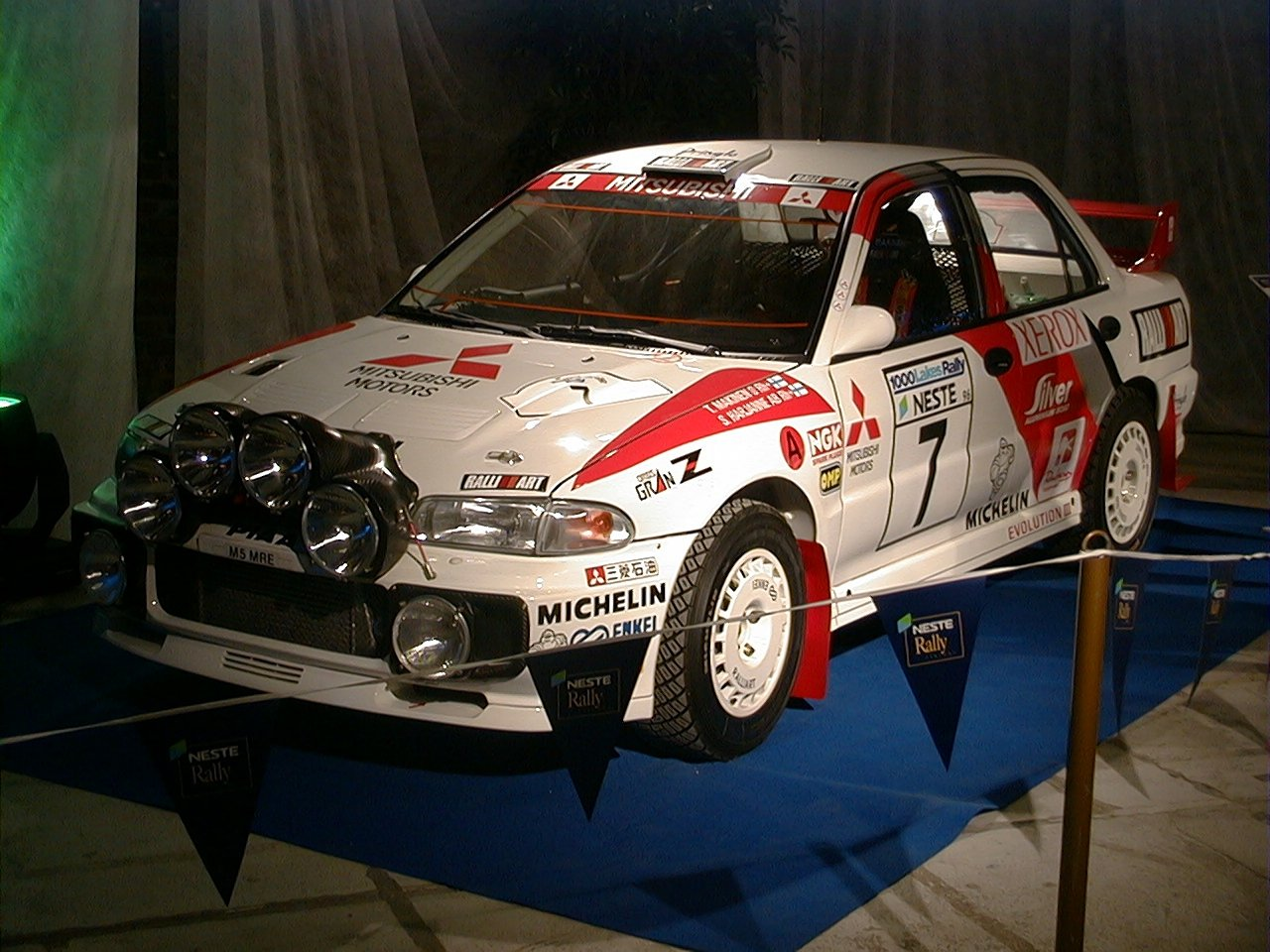
La Lancer Evo III de Tommi Mäkinen au rallye de Finlande 1996.

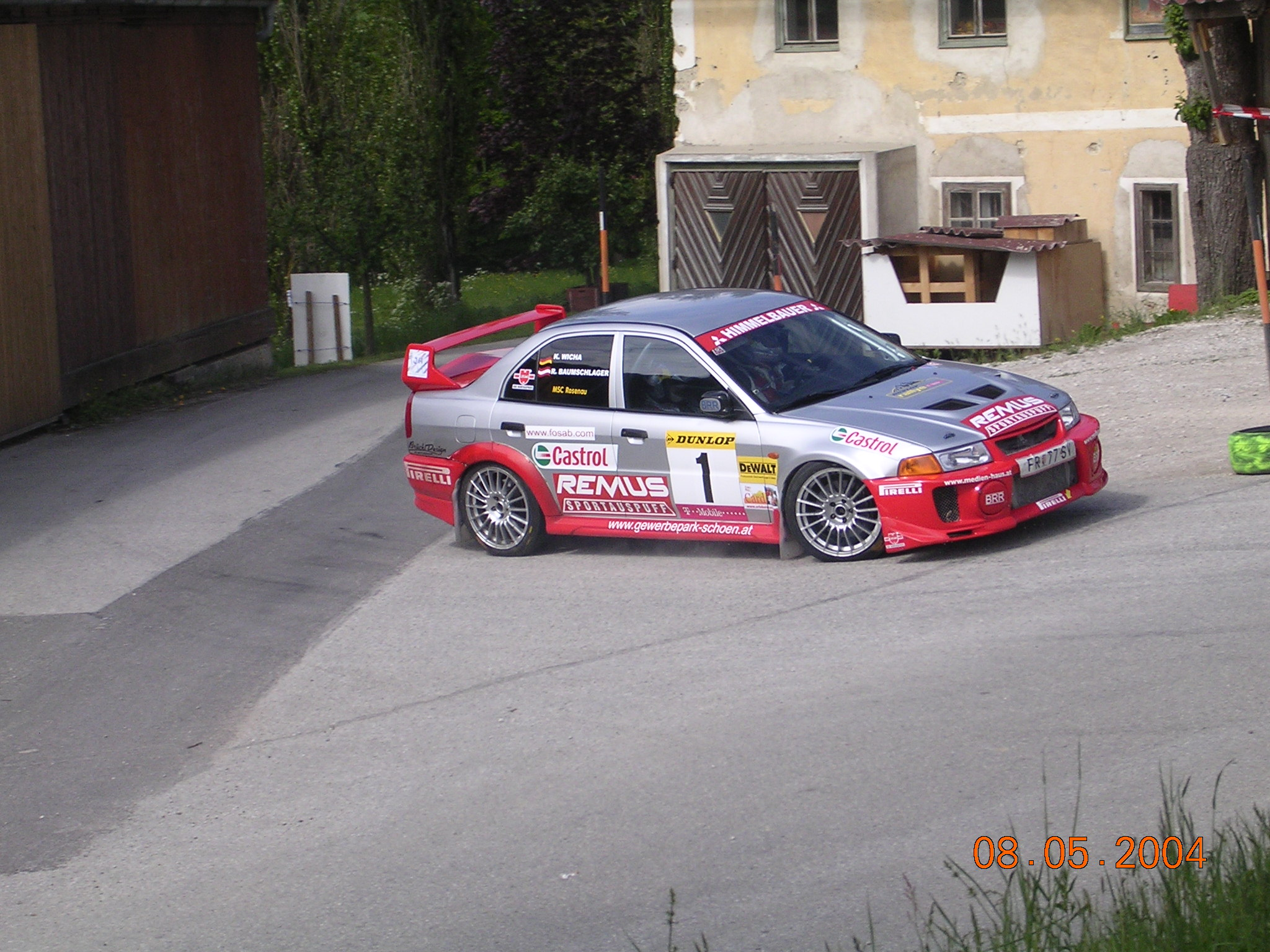
La Lancer Evo V de Raimund Baumschlager.

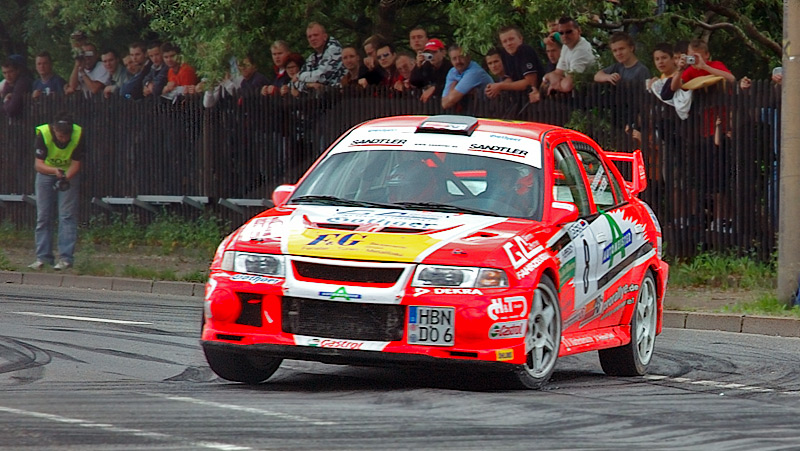
La Lancer Evo VI (au rallye de Saxe à Zwickau en 2005).

#### WRC
(1996 et 1999: Mitsubishi vice-champion du monde des rallyes constructeurs; 1997 et 2001: Mitsubishi 3e du championnat du monde des rallyes constructeurs)
Victoires en WRC (26) (Evo II 1 (1995), Evo III 6 (1995-96), Evo IV 6 (1997-98), Evo V 3 (1998) + Carisma V 2 (1998), Evo VI 5 (1999-2000), Evo 6.5 3 (2001)) :
- 1995 (Evo 2 et 3): Suède et Australie (Kenneth Eriksson);
- 1996: Suède, Argentine, Finlande et Australie (Burns et Uwe Nittel sans victoire);
- 1997: Portugal, Catalogne, Argentine et Finlande (Burns et Nittel sans victoire);
- 1998: Suède, Safari, Argentine, Finlande, Sanremo, Australie et Grande-Bretagne (Mäkinen et Burns, Nittel sans victoire);
- 1999: Monte-Carlo, Suède, Nouvelle-Zélande et Australie (Freddy Loix et Marcus Grönholm sans victoire);
- 2000: Monte-Carlo (Freddy Loix sans victoire);
- 2001 (Evo 6.5): Monte-Carlo, Portugal et Safari (Freddy Loix et Toni Gardemeister sans victoire);
- 2002: pas de victoire (François Delecour et Alister McRae), puis retrait..

(nb: en 1991 et 1992, Kenjirō Shinozuka avait été vainqueur du Rallye de Côte d'Ivoire sur Mitsubishi Galant VR-4; à citer également trois Coupe des Dames au rallye Monte-Carlo, en 1994 (RS), 1995 (II), et 2000 à la dernière remise (V))

#### P-WRC
Victoires cumulées des 4 champions du monde P-WRC (39) : Portugal 1995, Corse 1995, 1998, 1999, 2000 et 2001, Catalogne 1995, 1996, 1997, 1998 et 2001, Grande-Bretagne 1995, 1998 et 2000, Sanremo 1996, Monte-Carlo 1997, 1998 et 2000, Portugal 1997 et 1998, Argentine 1997, 1998, 1999, 2000 et 2001, Acropole 1997, 1998, 2000 et 2001, Nouvelle-Zélande 1997, 1999, 2000 et 2001, Finlande 1998, Chypre 2000 et 2001, Australie 2000, Safari 2001... et Japon 2007.

#### Autres titres notables
Titres antérieurs à 2003 (Afrique incluse) : 
Championnat d'Europe des rallyes: 1992 Erwin Weber (...alors sur Galant VR-4; la marque retrouvera le titre en 2005 sur Evo VII);
Championnat d'Asie-Pacifique des rallyes constructeurs: Mitsubishi en 1996, 1999 et 2001;
Championnat d'Asie-Pacifique des rallyes constructeurs: Proton en 2002 (et 2004);
Championnat d'Asie-Pacifique des rallyes pilotes: 1995 Kenneth Eriksson (Evo III), et 1999 Katsuhiko Taguchi (Evo VI);
Championnat d'Asie-Pacifique des rallyes pilotes: 2001, 2002 (et 2004) Karamjit Singh (sur Proton Pert, voiture malaisienne issue de la Mitsubishi Lancer Evolution);
Championnat d'Asie-Pacifique des rallyes de Production (Gr.N): 1996 Yoshihiro Kataoka (Evo III), et 1999 Katsuhiko Taguchi (Evo VI);
Championnat d'Asie-Pacifique des rallyes de Production (Gr.N): 2000 et 2001 Karamjit Singh (Proton Pert);
Mitropa Rally Cup: 2000 Peter Schumann (Evo VI);
Championnat d'Afrique des rallyes: 2003 Fernando Rueda (Evo VI);
Championnat de Nouvelle-Zélande des rallyes: 1995 et 1997 Reece Jones, 1998 et 1999 Geoff Argyle, et 2000 Bruce Herbert;
Championnat d'Allemagne des rallyes: 1995 Hermann Gaßner sr. (Evo II), et 1996 Armin Kremer (Evo III);
Championnat de Suède des rallyes de Production (Gr.N) (7): 1996 Stig-Olov Walfridsson (Evo III), 1997 Kenneth Bäcklund (Evo III), 1998 et 1999 Stig-Olov Walfridsson (Evo IV), 2000 et 2001 Kenneth Bäcklund (Evo VI), et 2002 Stig-Olov Walfridsson (Evo VI);
Championnat d'Estonie des rallyes (8): 1996 et 1997 Ivar Raidam Gr.N (Evo III), 1998 Riho Parts Gr.N (Evo III), 1999 et 2000 Ivar Raidam Gr.A (Evo IV et VI), 2002 Mait Meriloo Gr.N (Evo VI), 2003 Slava Popov Gr.A (Evo 3), et 2003 de nouveau Ivar Raidam Gr.N (Evo VI);
Championnat du Mexique des rallyes (7): 1998, 1999, 2000 et 2001 Gabriel Marín O. (Evo V), 2002 Carlos Izquierdo (Evo V), puis 2003 et 2004 Erwin Richter (Evo VI);
Championnat d'Australie des rallyes: 1999, 2000 et 2001 Possum Bourne (Evo V);
Championnat d'Angleterre des rallyes: 2000 Marko Ipatti (Evo VI);
Championnat d'Espagne des rallyes terre: 2000 Carlos Solé (Evo VI);
Championnat Russe des rallyes: 2001 Stanislav Gryazin (Evo VI), et 2003 Andrey Zhigunov (Evo V);
Championnat de Grèce des rallyes: 2002 Makis Thergiakis (Evo VI).

## Versions
Il y a eu dix versions jusqu'en 2008 et la désignation numérique du modèle est le plus généralement un numéro en chiffre romain. Ces dix versions se répartissent sur quatre générations de modèles Lancer.

### EvolutionI(1992-1994)

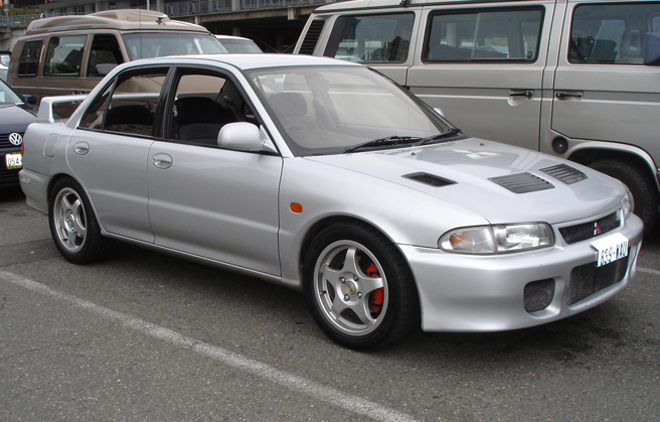
Mitsubishi Lancer Evolution

Introduite en septembre 1992, la Lancer Evolution I reprend le moteur et les trains roulant de la Galant VR-4. Le moteur est un 4-cylindres en ligne de 2 litres turbo compressé avec refroidisseur d'air de suralimentation. Il développe 250 ch, soit 10 de plus que dans la Galant. Le châssis de la Lancer a été rigidifié pour augmenter sa résistance à la torsion de 20 %. Elle fut vendue en version GSR et RS. Cette dernière est quasiment une base de voiture de course puisqu'elle se voit dépouillée des vitres électriques, des sièges bacquets, de l'ABS et est équipée de roues en acier pour économiser environ 155 livres (70 kg) des 2 730 livres (1 238 kg) de la GSR. 5 000 Evolutions seront vendues entre 1992 et 1993.

### EvolutionII(1994-1995)
Après le succès de l’Evolution, des modifications sont apportées à l'Evolution II, introduite en décembre 1993, visant avant tout à améliorer le comportement : déplacement des roues avant pour allonger l'empattement, pneus plus gros, augmentation des voies avant et arrière, nouveaux bras de suspension. La puissance passe à 260 ch mais le couple ne change pas, et l'on note l'apparition de roues OZ Racing.

### EvolutionIII(1995-1996)
La puissance de l'Evolution III, introduite en janvier 1995, passe à 270 ch grâce, entre autres, au nouveau turbocompresseur TDO5-16G6-7. La face avant adopte de plus grandes prises d'air, et l'aérodynamique de l'engin est entièrement repensée (pour mieux canaliser l'air au radiateur, au refroidisseur de suralimentation, et des freins) avec de nouvelle jupes latérales et arrière, tandis que l'aileron arrière a été modifié. Les nouveautés à l’intérieur sont limitées à un nouveau volant Momo (GSR seulement) et un nouveau tissu pour les sièges Recaros.

### EvolutionIV(1996-1998)
L'Evolution IV suit la refonte de la Lancer en 1996. Il y a alors deux versions disponibles, la RS et GSR. La RS est élaborée comme une voiture de compétition avec deux différentiels a glissement limité (LSD (limited slip differencial)). Elle est également fournie avec les sièges de lancer GLX et des roues en acier de 16 pouces ; des éléments qui seraient remplacés par une personne entrant dans la compétition avec la voiture. La RS est dépourvue de climatisation. La GSR et la RS partagent un nouveau turbocompresseur double défilement, qui permet de porter la puissance à 280 ch (276 Hp/206 en kW) à 6 500 tr/min et 260 « livre pied » (352 N m) de couple à 3 000 tr/min. En plus de la boîte manuelle à cinq rapports courts, une nouvelle boîte à rapports super rapprochés est disponible ainsi qu'un contrôle actif du lacet (AYC), intégré au différentiel arrière. L'Evolution IV peut être distinguée par ses deux grands antibrouillards dans le pare-chocs avant (option sur la RS), et ses nouveaux feux arrière. Cette nouvelle génération est légèrement plus lourde que les précédents Evo. La GSR en particulier à cause des éléments de confort et de la technologie ajoutés. Le poids de la RS est de 1 260 kg contre 1 345 kg pour la GSR.

### EvolutionV(1998-1999)
Des voies plus larges et des roues de 17 pouces caractérisent les changements extérieurs de l'Evolution V, lancée en 1998. Le moteur est légèrement réalésé, mais reste juste en dessous de 2 litres. Le turbo est modifié mais, officiellement, la puissance n'augmente pas ; il s'agit d'une entente entre les constructeurs japonais et de toute façon, au Japon, la puissance maximale pour les modèles japonais (toutes catégories confondues) est à l'époque encore limitée à 280 ch.

### EvolutionVI(1999-2001)

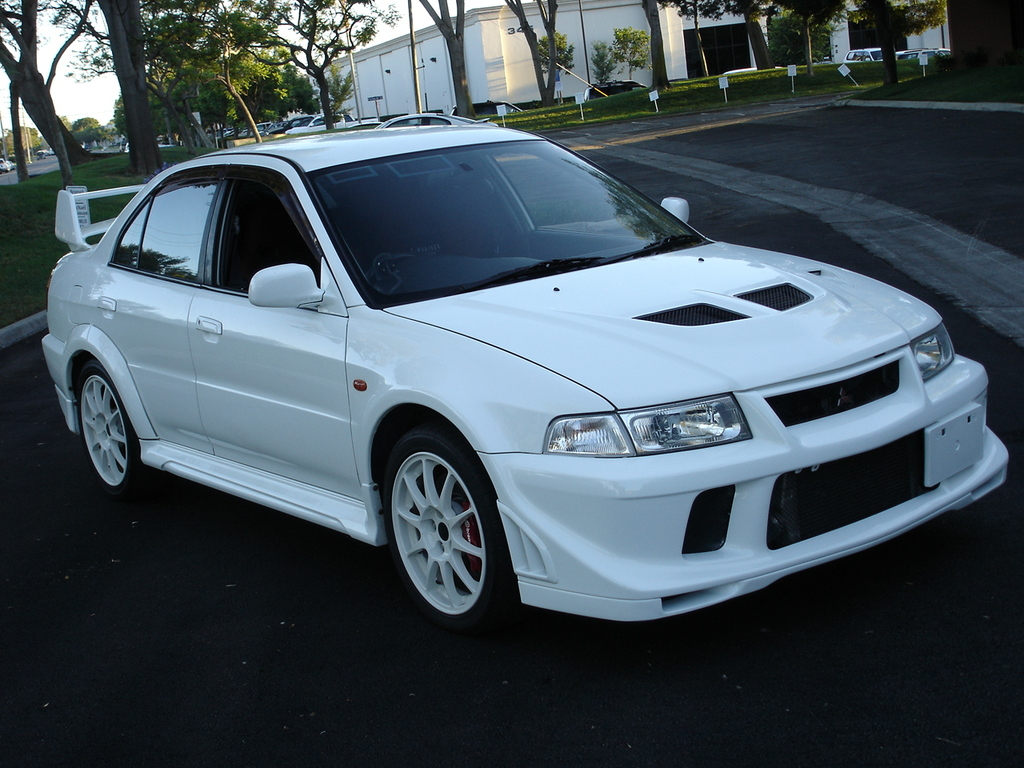
Mitsubishi Lancer Evolution

Les modifications à l'Evolution VI sont surtout d'ordre aérodynamique. Le refroidissement du moteur est aussi amélioré et ce dernier subit des modifications pour optimiser sa réponse et sa fiabilité ; la puissance ne bouge toujours pas. La structure est rigidifiée. On la distingue de l'Evo V uniquement au niveau du pare-chocs avant et de l'aileron arrière.
L'Evolution VI se décline en trois versions :
- GSR : est une version moins sportive que les deux autres (mieux équipée, sellerie en tissu de meilleure qualité, moins bruyante, pourvue de l'ABS).
- RS2 : est la version intermédiaire. C'est une RS équipée en plus de la climatisation et des vitres électriques. Le ratio final de la boîte de vitesses est aussi plus long. Selon les pays, elle est livrée avec ou sans sièges baquets (comme la RS). Elle est vendue avec le capot en alu, le toit en alu et ainsi que les ailes en alu.
- RS : C'est à la base d'une voiture de course mais homologuée pour la route. Elle est pourvue de sièges baquets, d'ABS, de verrouillage centralisé et dispose d'une boite cinq rapports au ratio final plus court que les deux autres versions (240 km/h en vitesse de pointe). Elle est vendue uniquement avec des jantes en acier.
- Extreme : La version ultime de l'Evo VI créée par Ralliart en Angleterre, lancée au London Motor Show le 27 octobre, 50 Evo VI Extreme ont été produites. Elle développe 350 ch, pèse 1 285 kg et réalise le 0-100 km/h en 4 secondes, sa vitesse de pointe est de 250 km/h.

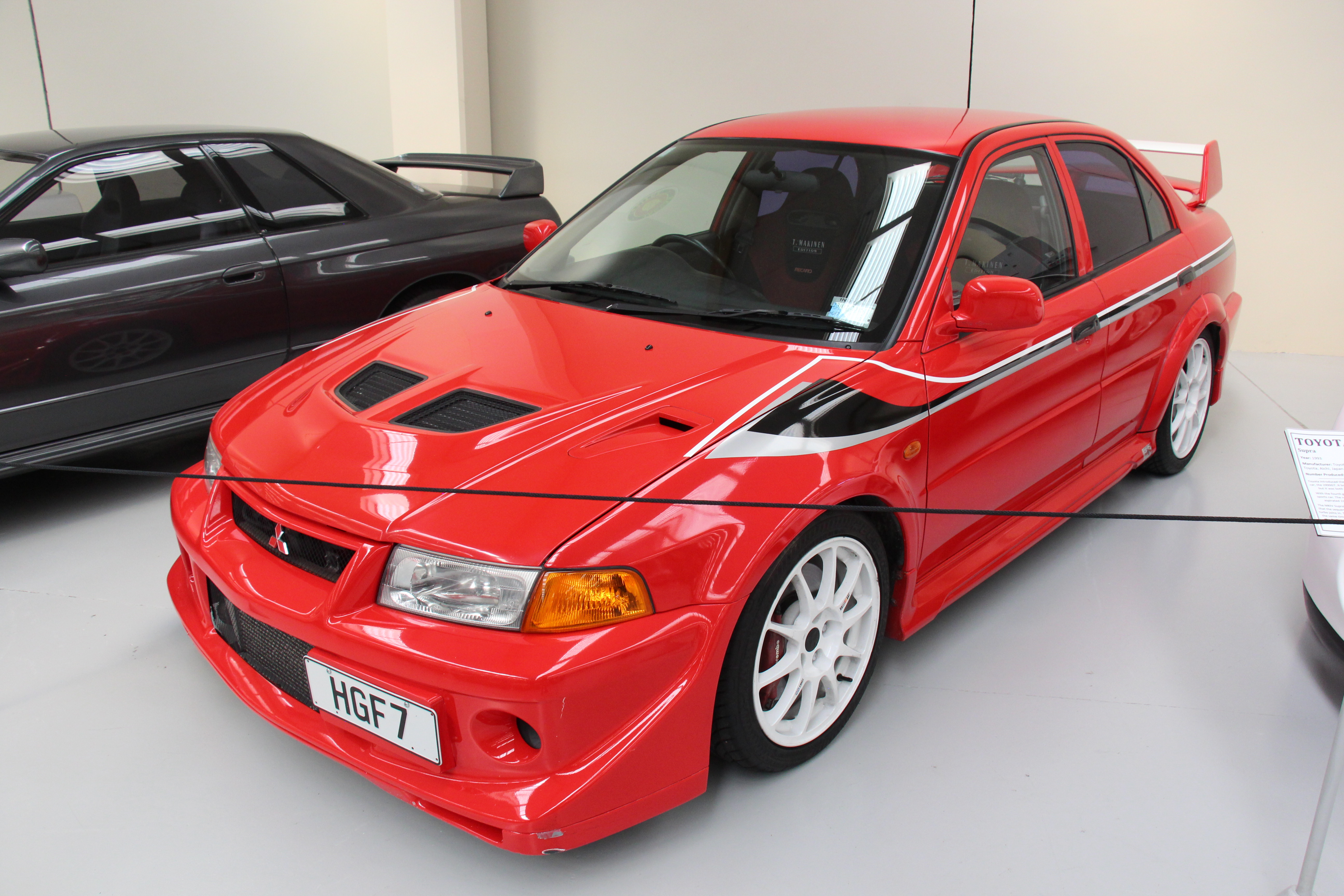
Lancer Evolution VI "Tommi Mäkinen"

En 2000 est apparue la version Tommi Mäkinen Edition (parfois appelée Evo 6.5). Esthétiquement, elle se différencie de l'Evolution VI standard par son pare-chocs avant, une sellerie noire et rouge et des appliques en alu. Cette version est aussi équipée d'un turbo spécifique.
Dicté par des considérations de marketing (la Lancer n'était plus commercialisée en Europe, où elle était remplacée par la Carisma, produite à Born (Pays-Bas)aux côtes de la Volvo S40) et en accord avec la FIA (Fédération Internationale Automobile), une version sœur de l'Evo 5 sera engagée en WRC sous la dénomination Carisma GT. Les pilotes officiels de Mitsubishi Ralliart à l'époque, Tommi Mäkinen et Freddy Loix, disposaient respectivement de la Lancer Evo 5 et de la Carisma GT. Une série limitée en nombre a ainsi été commercialisée comme Mitsubishi Carisma Evolution VI "Black Diamond".

### EvolutionVII(2001-2003)

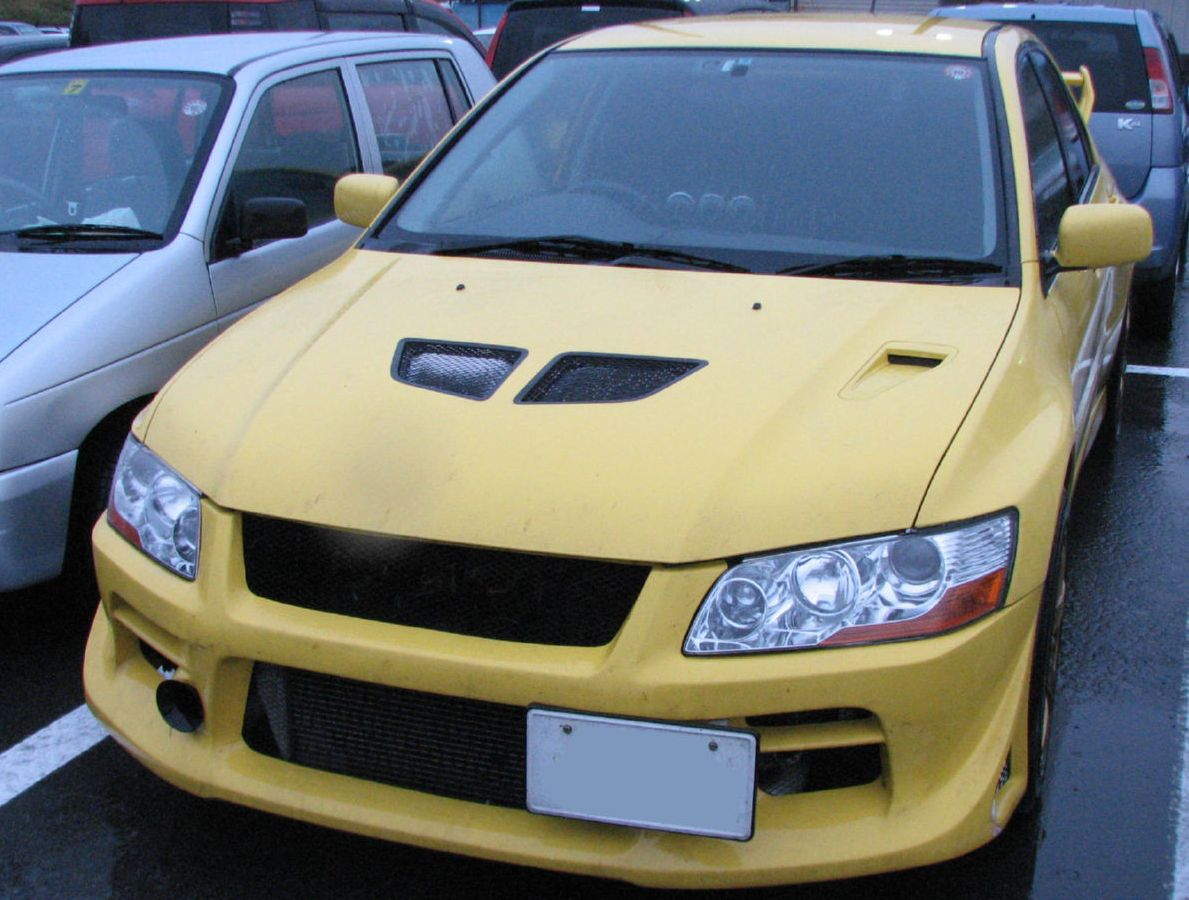
Mitsubishi Lancer Evolution

En 2001, Mitsubishi lance une nouvelle génération de Lancer, plus grande. La réponse du turbo est encore améliorée. L'Evolution VII reçoit un nouveau contrôle actif du différentiel central (ACD) et une nouvelle génération du contrôle actif de lacet. Ce système fonctionne selon trois modes choisis par le conducteur depuis l'habitacle et selon la surface rencontrée : Tarmac, gravel et snow (bitume, gravier ou neige).
Comme l'évolution VI, elle est déclinée en versions GSR (équipées de bacquets en cuir), RS2 et RS.

### EvolutionVIII(2003-2005)

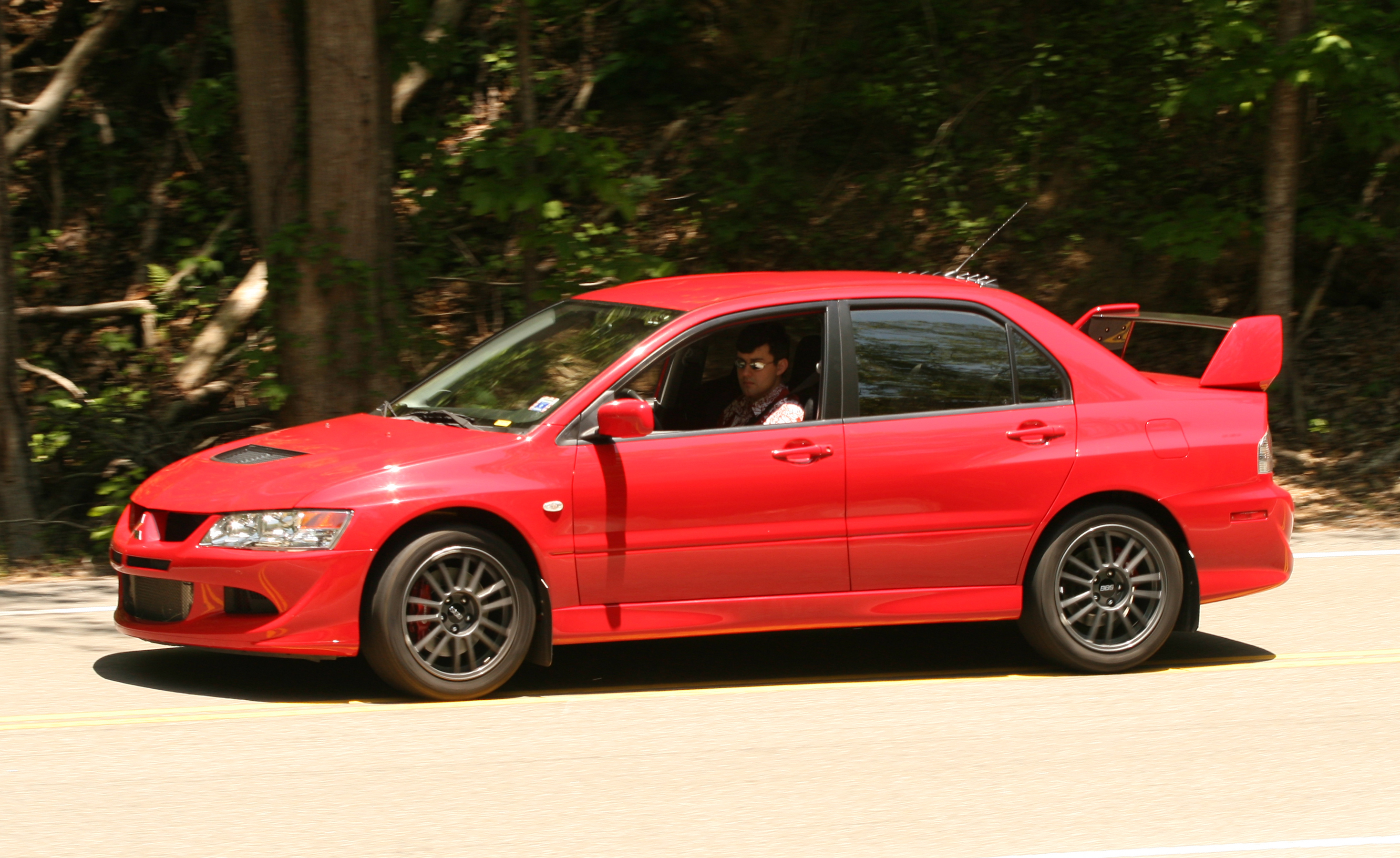
Mitsubishi Lancer Evolution

En 2003, Mitsubishi introduit l'Evolution VIII. À la clé, un moteur allégé, la pression du turbo augmentée, logique de commande des AYC et ACD modifiée, nouvelle boîte de vitesses à six rapports (cinq pour l'Europe) et aérodynamisme amélioré. Une version MR plus évoluée sera lancée en 2004. Sur la base de l'Evo VIII MR, Mitsubishi UK réalisera des versions FQ encore plus évoluées avec des puissances de 300, 320, 360 et 400 ch, respectivement dénommées FQ 300, FQ 320, FQ 360, FQ 400 et les versions MR européennes très rares de 500 ch stock block.
L'Evolution VIII est la première importée officiellement en Europe centrale (hors UK). Ce modèle et les suivants sont donc plus courants que les précédents, mais n'en restent pas moins exclusifs. Après les modifications nécessaires pour le respect des normes anti-pollution euro (ajout d'un catalyseur, arbres à cames revus avec un profil moins agressif), le moteur ne développe plus que 265 ch 355 N m pour un 0 à 100 km/h en 6,1 secondes, une vitesse maximale de 245 km/h, une consommation moyenne de 10,9 L/100km et des émissions de CO2 de 258 g/km.

### EvolutionIX(2005-2007)

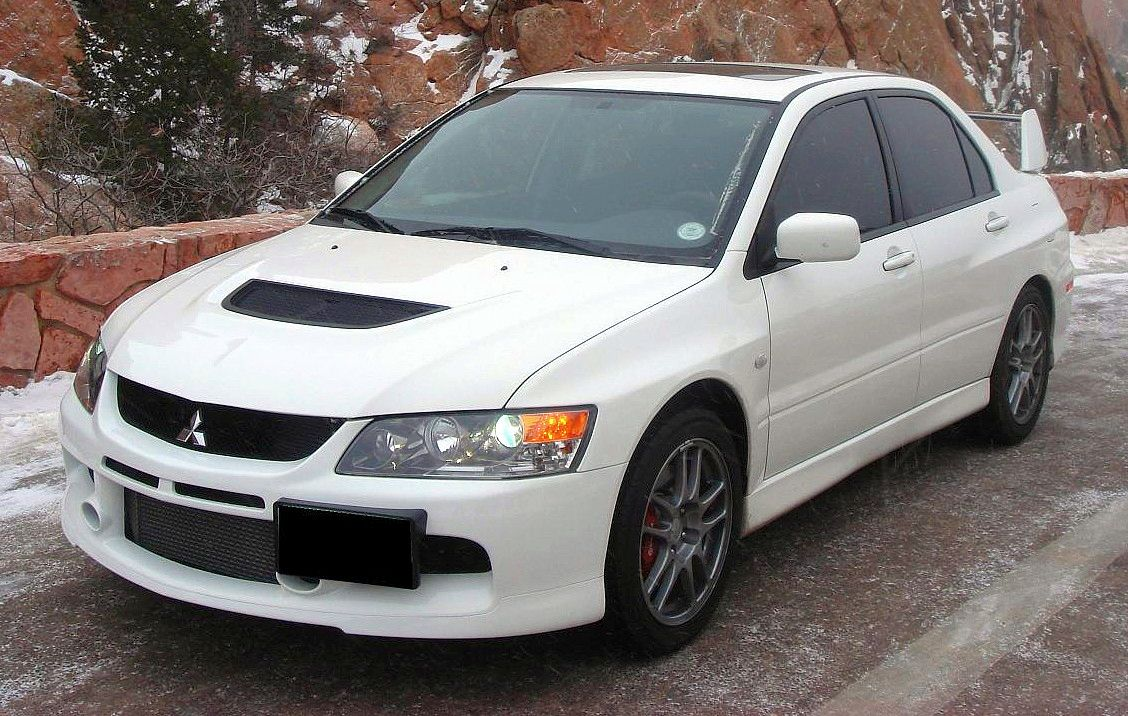
Mitsubishi Lancer Evolution

Introduite en mars 2005 l’Evolution IX, améliore le moteur de 2 litres 4G63 qui est désormais équipé de la technologie MIVEC en admission d'air et d'un plus gros turbo, permettant au moteur de passer à 286 ch (213 kW) et un couple de 392 N m. Le châssis est également revu avec l'apparition d'un pavillon, d'un capot et d'ailes en aluminium.

### EvolutionX(2007-2014) et Evolution X Finale Edition (2014-2015)
La Mitsubishi Lancer Evolution X est nouvelle par 4-cylindres 16 soupapes turbo de 2 litres en aluminium, pesant douze kilos de moins que le précédent 4G63 qui équipait la version IX. Il délivre 295 ch à 6 500 tr/min et un couple de 406 N m à 3 500 tr/min. Le choix est proposé entre la boîte de vitesses robotisée à double embrayage à six rapports (Twin Clutch SST) avec palettes au volant, et une nouvelle boîte manuelle à cinq rapports. Particularité, l'Evo X n'a pas de marche arrière à proprement parler, en effet pour alléger l'Evo X, Mitsubishi a créé un système de pignon fou sur un arbre séparé fonctionnant avec le premier et le troisième engrenage inversant donc le sens de rotation de la boîte. 
La carrosserie de la Lancer Evolution X est également nouvelle. La grille de calandre est en forme de trapèze, et tous les accessoires tels que les feux, la prise d'air sur le capot, le diffuseur arrière et l'aileron arrière sont nouveaux. L'aluminium est largement employé, notamment pour les amortisseurs avant, les ailes, le bouclier arrière et le toit. Cette voiture est différente de la précédente sur de nombreux autres points, tels qu'un nouveau châssis plus rigide en torsion (40 % de mieux) et en flexion (60 % de mieux), des suspensions plus fermes, le porte-à-faux avant plus court, l'empattement plus long, le moteur plus bas, la batterie déportée.
La Finale Edition, produite à 1 600 exemplaires sort en 2014. Elle se démarque par son aileron plus grand, ses nombreux badges Final Edition numérotés et son gain de puissance (303 chevaux). Le moteur reste le même, un quatre cylindres en ligne.

## Apparitions

### Dans les jeux vidéo
Dans les jeux vidéo, on peut conduire cette voiture dans :
- Forza Motorsport
- Forza Horizon
- The Need for Speed
- Need for Speed Heat
- Midnight Club
- Gran Turismo
- Colin McRae Rally
- World Rally Championship (série de jeux vidéo)
- V-Rally
- Juiced
- Project CARS[4]

Et autres...

### Dans le cinéma
La Lancer Evolution VII apparaît dans 2 Fast 2 Furious comme étant la voiture de Brian O'Connor.
La Lancer Evolution VIII apparaît dans Fast And Furious:Tokyo Drift comme étant la voiture de Sean Boswell.
La Lancer Evolution III & IV apparaissent dans la série Initial D comme chalengers principaux de la saison 2.
La Lancer Evolution VI apparaît dans le film Taxi 2 étant comme la voiture des yakuza.
La Lancer Evolution apparaît aussi dans de nombreux films et séries internationaux. http://www.imcdb.org/vehicles_make-Mitsubishi_model-Lancer+Evolution.html